# 蒂亚克
蒂亚克（法語：Tillac，法語發音：[tijak]）是法国热尔省的一个市镇，属于米朗德区。

## 地理
蒂亚克（43°28'31"N, 0°16'32"E）面积12.47 平方千米，位于法国奧克西塔尼大區热尔省，该省份为法国西南部内陆省份，北起顺时针与洛特-加龙省、塔恩-加龙省、上加龙省、上比利牛斯省、大西洋比利牛斯省和朗德省接壤。
与蒂亚克接壤的市镇（或旧市镇、城区）包括：奥奥萨、拉斯、米耶朗、蒙勒赞、蒙帕尔迪亚克、帕拉讷、特龙桑。

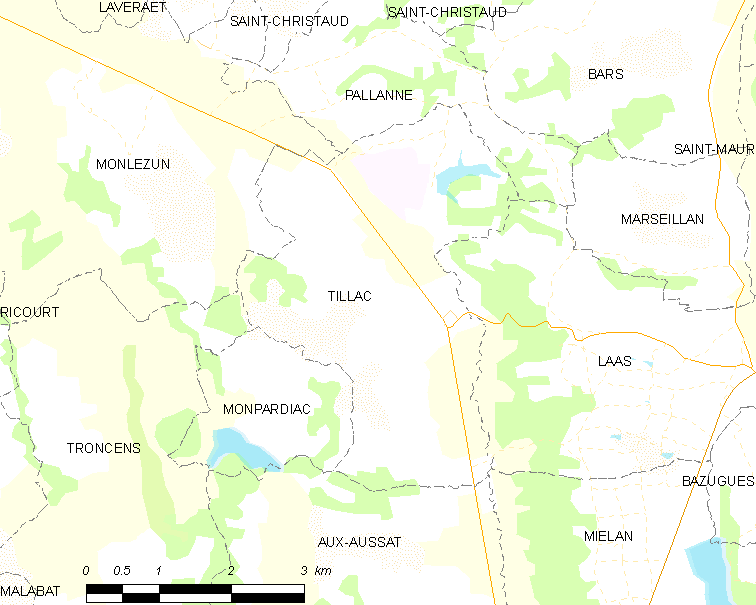
蒂亚克的OSM定位图

蒂亚克的时区为UTC+01:00、UTC+02:00（夏令时）。

## 行政
蒂亚克的邮政编码为32170，INSEE市镇编码为32446。

## 政治
蒂亚克所属的省级选区为帕尔迪亚克-下河县。

## 人口

1962-2008年间蒂亚克人口变化图示

蒂亚克于2022年1月1日时的人口数量为278人。